# تمپترس (بازیگر پورنوگرافی)
تمپترس (انگلیسی: Temptress؛ زاده ۱۸ آوریل ۱۹۷۷) یک بازیگر پورنوگرافی آمریکایی است.